# Laadruim

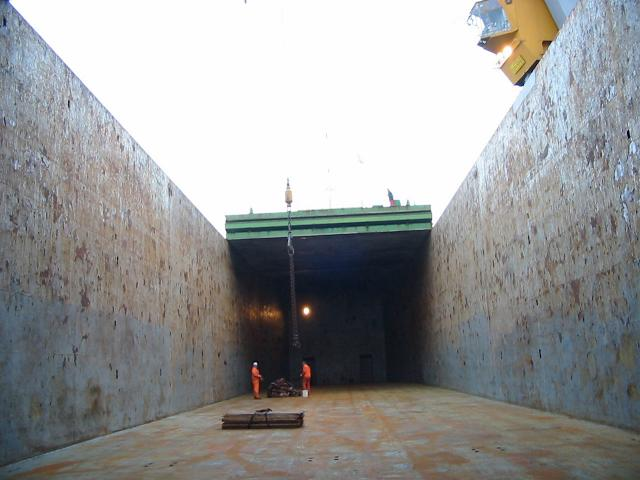
Een leeg ruim

Een laadruim, vrachtruim of ruim is de ruimte van een schip of vliegtuig waarin de lading wordt vervoerd. De term scheepsruim behelst ook andere ruimtes in een schip.

## Schepen
Droge lading kan desgewenst als bulkgoed worden vervoerd. Vloeibare lading kan in een laadruim worden vervoerd, mits die in tanks is opgeslagen. Dat komt vaak voor bij containervervoer. Een tussenvorm als nat zand wordt vervoerd in binnenschepen met een ruim dat beun wordt genoemd en vaak voorzien is van loskleppen aan de onderzijde. Ruimen worden van elkaar gescheiden door kofferdammen.
De vlakke vloer van het ruim heet buikdenning en wordt in de wandeling ook vaak denning genoemd. 
Het ruim kan worden afgedekt met een scheepsluik maar kan ook open worden gebruikt. Beunschepen hebben per definitie geen luiken. Schepen die geregeld containers vervoeren hebben ook geen luiken, omdat de containers vaak boven de den uitsteken. Bij zeeschepen, waar vaak hoger dan drie of vier lagen wordt gestapeld, is het ruim voorzien van een constructie waar de containers tussen glijden. Dat komt ook voor bij binnenschepen die speciaal voor het vervoer van containers zijn gebouwd.

## Vliegtuig
Vracht aan boord van een passagiers-, combi- of vrachtvliegtuig wordt vaak vervoerd in of op unit load devices (uld's). De omgevingscondities waaronder luchtvracht vervoerd wordt, zijn anders dan bij vervoer over land of water. Het vervoer van gevaarlijke stoffen of andere lading die risico's voor het vliegtuig of de inzittenden op kan leveren, kan verboden of aan beperkingen onderhevig zijn. Die beperkingen kunnen zich uitstrekken tot de bagage van eventuele passagiers. Te denken valt aan apparaten met een lithium-ion-accu, die in bepaalde gevallen in brand kan vliegen of exploderen.